# Litang He
Der Li Chu (tib. li chu; chin. Litang He chinesisch 理塘河 „Lithang-Fluss“) ist ein Nebenfluss des Yalong Jiang (tib. nyag chu) im Hochland von Tibet. Er fließt im  Westen der südwestchinesischen Provinz Sichuan. Seine Quelle liegt im Gebiet von Garzê, er fließt im Süden durch den Kreis Litang (Lithang), im Autonomen Kreis Muli der Tibeter in Liangshan mündet er in den Yalong Jiang, wobei er unterhalb der Einmündung des Wuoluo He (27° 49′ 25″ N, 101° 11′ 38″ O) Xiaojin He heißt.